# Алексюк Володимир Вікторович
Володимир Вікторович Алексюк (22 червня 1987, Київ, СРСР) — український хокеїст, захисник.
Рідний брат Валентин Алексюк (1989) — чотириразовий чемпіон України з хокею. 

Заняття хокеєм Володимир розпочав у «Крижинці», під керівництвом В’ячеслава Лепехи, а потім перейшов у «Сокіл», де разом із Сергієм Бабинцем та Романом Благим тренувався в Олега Ісламова і Раміля Юлдашева. 
«То був яскравий період переходу з дитячо-юнацького в дорослий хокей. «Сокіл» дав мені дорогу в професійний спорт. Досі пам’ятаю перші матчі на серйозному рівні в чемпіонаті Білорусі, СЄХЛ, Континентальному кубку. То був великий досвід, який заклав фундамент на всю подальшу кар’єру», - згадує Алексюк.
У складі національної збірної України провів 11 матчів (1 гол). У складі юніорської збірної України (U-18) учасник чемпіонатів світу 2004 (дивізіон II) і 2005 (дивізіон II). У складі молодіжної збірної України (U-20) учасник чемпіонатів світу 2005 (дивізіон I), 2006 (дивізіон I) і 2007 (дивізіон I).
Виступав за «Крижинка» (Київ), ХК «Київ», «Газовик-2» (Тюмень), «Локомотив-2» (Ярославль), «Сокіл-2» (Київ), «Німан» (Гродно), АТЕК (Київ), «Сокіл» (Київ), казахстанські «Бейбарис» (Атирау), «Арлан» (Кокшетау), «Донбас» (Донецьк), польські ГКС «Ястшемби», «Подгале» (Новий Тарг), «Автоматику» (Гданьск), «Кременчук», «Краматорськ», «Білий Барс» (Біла Церква).
 Восьмиразовий чемпіон України з хокею (2007, 2009, 2011, 2012, 2013, 2016, 2017, 2020)
Срібний призер чемпіонату України (2014)